# IPhone (Rico Nasty)
iPhone (reso graficamente IPHONE) è un singolo della rapper statunitense Rico Nasty pubblicato il 13 agosto 2020 tramite Atlantic Records e Sugar Trap.

## Descrizione
iPhone è il primo singolo estratto dall'album in studio di debutto della rapper Nightmare Vacation, pubblicato il 30 ottobre 2020. Prodotto da Brady e appartentente al genere hyperpop, la canzone presenta «ritmi trap glitchy spenti» e voci «distorte dall'auto-tune».

## Promozione
La rapper ha fatto ascoltare una parte della canzone ai fan tramite Instagram nel suo studio di registrazione e ha informato che avrebbe voluto un verso del rapper Lil Uzi Vert nella registrazione se fosse stato possibile. La collaborazione non è stata poi realizzata. Al momento della pubblicazione la rapper per promuovere il singolo ha organizzato un give-away per i suoi fan che consisteva nello spedire iPhone 11 Pro Max all'interno di una custodia autografata dalla rapper ad alcuni fan scelti casualmente.

## Remix
Il produttore statunitense Ookay ha realizzato un remix del singolo, pubblicato a settembre 2020.

## Video musicale
Il videoclip è stato reso disponibile in concomitanza con l'uscita del brano. Diretto da Emil Nava, la sua direzione creativa è stata affidata a Rico Nasty e Jason Joyride. Il videoclip è animato in 3D a computer.

## Tracce
Testi e musiche di Maria Kelly, Dylan Brady.
1. IPHONE – 2:38